# Valuation
En mathématiques, plus particulièrement en géométrie algébrique et en théorie des nombres, une valuation, ou valuation de Krull, est une mesure de la multiplicité. La notion est une généralisation de la notion de degré ou d'ordre d'annulation d'un polynôme formel en algèbre, du degré de divisibilité par un nombre premier en théorie des nombres, de l'ordre d'un pôle en analyse complexe ou du nombre de points de contact entre deux variétés algébriques en géométrie algébrique.

## Définition
On appelle valuation une application d'un anneau commutatif unitaire {\displaystyle (A,+,\times )} non nul vers un groupe abélien totalement ordonné {\displaystyle (G,+,<)} union l'infini
{\displaystyle v:A\longrightarrow G\cup \{\infty \}}
qui vérifie les propriétés suivantes :
- {\displaystyle \forall x\in A,\ v(x)=\infty \Longleftrightarrow x=0} ;
- {\displaystyle \forall x,y\in A,\ v(xy)=v(x)+v(y)} ;
- {\displaystyle v(x+y)\geqslant \min(v(x),v(y))}, ce qui est relié à l'inégalité triangulaire dans les espaces métriques.

Notes :
1. On utilise les conventions classiques {\displaystyle a<\infty } et {\displaystyle a+\infty =\infty } pour tout {\displaystyle a\in G}.
2. Certains auteurs se restreignent aux valuations sur un corps commutatif.
3. Que A soit ou non un corps, v est un morphisme de monoïdes de (A*, ×) dans (G, +).
4. Lorsque A est un corps, v est donc un morphisme de groupes de (A*, ×) dans (G, +), si bien que v(A*) est un sous-groupe de G.
5. Lorsque A est un corps, on demande parfois à v d'être surjective, mais on peut toujours se ramener à cette situation en remplaçant G par v(A*).

Deux valuations v et v' sur A sont dites équivalentes s'il existe un isomorphisme de demi-groupes ordonnés

### Valuations discrètes
Lorsque le groupe G est ℤ, v est dite valuation de Dedekind ou valuation discrète. Deux valuations discrètes v et v' sur A sont équivalentes si et seulement si elles sont proportionnelles, c'est-à-dire s'il existe un rationnel k non nul tel que
{\displaystyle \forall x\in A^{*},\ v'(x)=kv(x).}
Les classes d'équivalence des valuations discrètes sur un anneau sont appelées ses places.

### Valuation triviale
La seule valuation discrète correspondant au groupe trivial est appelée la valuation triviale :
{\displaystyle {\begin{array}{rrcl}v:&A&\longrightarrow &\{0,\infty \}\\&x&\longmapsto &{\begin{cases}\infty &\mathrm {si} \ x=0\\0&\mathrm {sinon.} \end{cases}}\end{array}}}

## Propriétés

### Propriétés générales
Soit A un anneau commutatif unitaire non nul muni d'une valuation v. Alors :
- {\displaystyle v(1)=v(-1)=0} ;
- {\displaystyle \forall x,y\in A,\ v(x-y)\geqslant \min(v(x),v(y))} ;
- {\displaystyle \forall x,y\in A,\ v(x)\neq v(y)\Rightarrow v(x+y)=\min(v(x),v(y))} ;
- A est intègre ;
- il existe une unique valuation w sur le corps des fractions Frac(A) qui prolonge v :

{\displaystyle \forall p/q\in \mathrm {Frac} (A),\ w(p/q)=v(p)-v(q)}.

### Valuations discrètes sur le corps des rationnels
Les places de ℚ, c'est-à-dire les valuations discrètes sur ℚ à un facteur de proportionnalité près, sont celles de :
- la valuation triviale ;
- les valuations p-adiques (voir infra).

### Valeur absolue associée
Soit v une valuation sur A à valeurs réelles, et ρ ∈ ]0, 1[. On associe à v une valeur absolue ultramétrique (la notion de valeur absolue est usuellement définie sur un corps, mais parfaitement définissable sur un anneau quelconque, et elle induit toujours une distance sur son ensemble sous-jacent; voir infra) | ∙ |v en posant
{\displaystyle \forall x\in A^{*},\ |x|_{v}=\rho ^{v(x)}}.
La distance associée à cette valeur absolue ({\displaystyle d(x,y)=|x-y|_{v}}) fait de A un anneau topologique dont la topologie se déduit d'une distance ultramétrique.
Si A est un corps alors {\displaystyle (A,|\cdot |_{v})} est un corps valué donc son anneau complété (pour {\displaystyle d}) est un corps valué complet. Par prolongement des inégalités, la valeur absolue sur ce complété est encore ultramétrique. Par exemple, les corps ℚp et k((T)) peuvent être obtenus par cette construction.

## Exemples
Les applications suivantes sont des valuations.

### Ordre d'annulation d'un polynôme
Soient K un corps commutatif, K[X] l'anneau des polynômes à coefficients dans K et a un élément de K. On définit l'application « ordre d'annulation en a »
{\displaystyle {\begin{array}{rrcl}v_{a}:&K[X]&\longrightarrow &\mathbb {Z} \cup \{\infty \}\\&P&\longmapsto &\sup \left\{k\in \mathbb {N} \ |\ \exists R\in K[X],\ P(X)=(X-a)^{k}R(X)\right\}\end{array}}}
qui à un polynôme P non nul associe l'ordre de multiplicité de la racine a dans P (ordre qui vaut 0 si a n'est pas racine, et l'infini si P est nul).
Si P est non nul, va(P) est égal au degré du plus petit monôme non nul de P(a + X).
Note : Si a appartient à une extension L de K (par exemple à la clôture algébrique de K), la valuation va sur L[X] se restreint en une valuation sur K[X].

### Ordre d'annulation d'une fraction rationnelle
Soient K un corps commutatif, K(X) le corps des fractions rationnelles à coefficients dans K et a un élément de K. On définit l'application
{\displaystyle {\begin{array}{rrcl}v_{a}:&K(X)&\longrightarrow &\mathbb {Z} \cup \{\infty \}\\&P/Q&\longmapsto &v(P)-v(Q)\end{array}}}
qui à une fraction rationnelle associe la différence des ordres d'annulation du numérateur et du dénominateur en a. Si v(R) est positif, il s'agit de l'ordre d'annulation de R en a, si v(R) est strictement négatif, il s'agit de l'ordre du pôle de R en a.

### Opposé du degré d'un polynôme
Soient K un corps commutatif et K[X] l'anneau des polynômes à coefficients dans K. On définit l'application
{\displaystyle {\begin{array}{rrcl}v_{\infty }:&K[X]&\longrightarrow &\mathbb {Z} \cup \{\infty \}\\&P&\longmapsto &-\deg P\end{array}}}
qui à un polynôme P associe l'opposé de son degré, avec la convention que le degré du polynôme nul est –∞.

### Ordre d'une série de Laurent
Sur le corps k((T)) des séries formelles de Laurent sur un corps commutatif k, on a une valuation en associant à toute série de Laurent son ordre.

### Ordre d'une fonction méromorphe
Si U est un ouvert connexe non vide du corps des nombres complexes et si a est un point de U, on a une valuation sur le corps des fonctions méromorphes sur U en associant à toute fonction méromorphe son ordre au point a.

### Valuationp-adique
Pour p un nombre premier, on définit l'application
{\displaystyle {\begin{array}{rrcl}v_{p}:&\mathbb {Z} &\longrightarrow &\mathbb {N} \cup \{\infty \}\\&n&\longmapsto &{\begin{cases}\infty &{\mbox{ si }}n=0\\\max\{k\in \mathbb {N} \ |\ p^{k}{\mbox{ divise }}n\}&{\mbox{ sinon}}\end{cases}}\end{array}}}
qui à un entier n associe l'exposant de p dans la décomposition de n en facteurs premiers, avec la convention vp(0) = ∞. L'application vp est appelée valuation p-adique sur ℤ et se prolonge sur le corps des fractions ℚ. Cette valuation définit la valeur absolue p-adique, pour laquelle le complété de ℚ est le corps ℚp des nombres p-adiques.

## Anneau de valuation
Soit K un corps commutatif muni d'une valuation v. Les éléments de K de valuation positive ou nulle constituent un sous-anneau R appelé l'anneau de valuation associé à la valuation v sur K :
Le corps des fractions de R est K.
On a v(1/x) = –v(x) pour tout élément non nul x de K, et donc x est un élément inversible de R si et seulement si v(x) = 0.
Par conséquent, R est un anneau local dont l'unique idéal maximal M est constitué des éléments de valuation strictement positive :
Par exemple (pour les valuations usuelles sur ces corps) l'anneau de valuation de ℚp est ℤp et celui de k((T)) (où k désigne un corps commutatif) est k[[T]]. Ces deux exemples sont de plus des anneaux de valuation discrète.
Il existe diverses caractérisations des anneaux de valuation :

Soient R un anneau intègre et K son corps des fractions. Les conditions suivantes sont équivalentes :
1. R est un anneau de valuation (pour une certaine valuation sur K) ;
2. pour tout élément x de K qui n'appartient pas à R, l'inverse de x appartient à R ;
3. sur l'ensemble des idéaux principaux de R, l'ordre défini par l'inclusion est total ;
4. sur l'ensemble des idéaux de R, l'ordre défini par l'inclusion est total.

De la propriété 3, on déduit que tout idéal de type fini est principal (car tous les éléments de l'anneau sont préordonnés par la relation de divisibilité), donc un anneau de valuation est un anneau de Bézout. Par conséquent, tout anneau de valuation noethérien est principal.
Deux valuations v et v'  sur K sont équivalentes si et seulement si elles ont le même anneau de valuation.
Pour tout corps k et tout groupe abélien totalement ordonné G, il existe un corps valué (K, v) dont le groupe des ordres est G et dont le corps résiduel R/M est k.